# Frederick William Franz
Frederick William Franz (Kentucky, 1893. szeptember 12. – Brooklyn, 1992. december 22.) a Watch Tower Bible and Tract Society of Pennsylvania (Jehova Tanúi jogi szervezete) egyik elnöke volt. 1945 és 1977 között alelnök volt; és 1978-ig a Vezető Testület tagja. A tisztséget Nathan Homer Knorr-től vette át, és Milton George Henschel követte őt.

## Életének első szakasza
A Kentuckybeli Covingtonban született. Édesapja, aki Németországban született, lutheránusnak vallotta magát, és őt is lutheránusnak keresztelték a szokásos módon. Ezután kiállították a keresztlevelét. Két bátya volt, Albert Edward és Herman Frederick.
1911-ben végezte el a középiskolát. A University of Cincinnati Egyetemre járt, ahol bibliai görög és latin nyelvet hallgatott. Presbiteriánus lelkész szeretett volna lenni.
1913. november 30-án azonban megkeresztelkedett a bibliakutatóknál, 1914 májusában kilépett az egyetemről, és teljes idejű úttörőszolgálat keretében evangelizáló munkát kezdett. Ugyanebben az évben találkozott először a Társulat első elnökével, Charles Taze Russell-lel.

## Jehova Tanúinak végzett munkája
A prédikálás mellett 1926-ban az írói bizottsághoz csatlakozott. Bizonyára részt vett a New World Translation of the Bible fordításában, amit névtelenül adott ki a szervezet, mint a legtöbb Watchtower kiadványt.
Életének egyik csúcspontja 1958 júliusa, amikor egy nemzetközi kongresszuson a Yankee Stadiumban 253.922 embernek tartott előadást. Úgy jósolta, hogy 1975-ben lesz a világvége. Ez 1975-ben egy nagyobb egyház-elhagyáshoz vezetett, mivel elmaradt a jóslat beteljesülése.
Majd 1977. június 22-én barátja (Nathan Homer Knorr) halála után a Szervezet elnöke lett.

## Halála és hatása
1992-ben a New York-i Brooklynban halt meg 99 évesen. A december 24-i The New York Times méltatta, mint nagy keresztény vezetőt és bibliatudóst.
Ő volt Raymond Franz nagybátyja, aki szintén a Vezető Testület tagja volt, azonban őt 1980-ban kiközösítették.

## Külső hivatkozások
- Frederick fényképe
- Frederick William Franz fényképe, ahogy általában öltözködött
- Franz úr színes fényképe

## Fordítás
Ez a szócikk részben vagy egészben  a   Frederick William Franz című angol Wikipédia-szócikk fordításán alapul.  Az eredeti cikk szerkesztőit annak laptörténete sorolja fel. Ez a jelzés csupán a megfogalmazás eredetét és a szerzői jogokat jelzi, nem szolgál a cikkben szereplő információk forrásmegjelöléseként.